# Mistrzostwa Afryki w piłce ręcznej kobiet
Mistrzostwa Afryki w piłce ręcznej kobiet – oficjalny międzynarodowy turniej piłki ręcznej o zasięgu kontynentalnym, organizowany przez Afrykańską Federację Piłki Ręcznej (CAHB) cyklicznie, od 1974 roku, co 2 lata (z wyjątkiem jednej przerwy trzyletniej i jednej rocznej) mający na celu wyłonienie najlepszej żeńskiej reprezentacji narodowej w Afryce. W imprezie mogą brać udział wyłącznie reprezentacje państw, których krajowe federacje piłki ręcznej są oficjalnymi członkami CAHB. Turniej służy również jako eliminacja do mistrzostw świata i igrzysk olimpijskich.

## Historia
Po raz pierwszy o tytuł walczono w Tunezji w 1974 roku. Następna edycja odbyła się dwa lata później, po niej były trzy lata przerwy, w wyniku czego do 1991 roku mistrzostwa odbywały się w latach nieparzystych. Od 1992 roku odbywają się natomiast w latach parzystych. Najwięcej tytułów mistrzowskich – jedenaście – ma na swoim koncie Angola. Do 2014 roku zawody odbywały się wspólnie z męskimi, od 2016 roku obydwa turnieje będą rozgrywane osobno.

## Turnieje
| 1974 | Tunezja                  | Tunezja                  | –       | Senegal                       | Egipt                         | –        | Uganda                   |
| 1976 | Algieria                 | Tunezja                  | –       | Kongo                         | Algieria                      | –        | Senegal                  |
| 1979 | Kongo                    | Kongo                    | 21 – 17 | Kamerun                       | Algieria                      | 19 – 12  | Wybrzeże Kości Słoniowej |
| 1981 | Tunezja                  | Kongo                    | 11 – 10 | Tunezja                       | Nigeria                       | –        | Wybrzeże Kości Słoniowej |
| 1983 | Egipt                    | Kongo                    | –       | Nigeria                       | Kamerun                       | –        | Wybrzeże Kości Słoniowej |
| 1985 | Angola                   | Kongo                    | –       | Wybrzeże Kości Słoniowej      | Kamerun                       | –        | Tunezja                  |
| 1987 | Maroko                   | Wybrzeże Kości Słoniowej | –       | Kamerun                       | Kongo                         | –        | Tunezja                  |
| 1989 | Algieria                 | Angola                   | –       | Wybrzeże Kości Słoniowej      | Kongo                         | –        | Algieria                 |
| 1991 | Egipt                    | Nigeria                  | –       | Angola                        | Kongo                         | –        | Algieria                 |
| 1992 | Wybrzeże Kości Słoniowej | Angola                   | –       | Kongo                         | Wybrzeże Kości Słoniowej      | –        | Nigeria                  |
| 1994 | Tunezja                  | Angola                   | –       | Wybrzeże Kości Słoniowej      | Algieria                      | –        | Kongo                    |
| 1996 | Benin                    | Wybrzeże Kości Słoniowej | 35 – 19 | Algieria                      | Angola                        | 24 – 21  | Kongo                    |
| 1998 | Południowa Afryka        | Angola                   | 31 – 23 | Kongo                         | Wybrzeże Kości Słoniowej      | –        | Kamerun                  |
| 2000 | Algieria                 | Angola                   | 30 – 21 | Kongo                         | Tunezja                       | 34 – 33  | Kamerun                  |
| 2002 | Maroko                   | Angola                   | 30 – 21 | Wybrzeże Kości Słoniowej      | Tunezja                       | 31 – 20  | Algieria                 |
| 2004 | Egipt                    | Angola                   | 31 – 20 | Kamerun                       | Wybrzeże Kości Słoniowej      | 24 – 22  | Tunezja                  |
| 2006 | Tunezja                  | Angola                   | 32 – 30 | Tunezja                       | Kongo                         | 22 – 15  | Wybrzeże Kości Słoniowej |
| 2008 | Angola                   | Angola                   | 39 – 27 | Wybrzeże Kości Słoniowej      | Kongo                         | 30 – 25  | Tunezja                  |
| 2010 | Egipt                    | Angola                   | 31 – 30 | Tunezja                       | Wybrzeże Kości Słoniowej      | 32 – 28  | Algieria                 |
| 2012 | Maroko                   | Angola                   | 26 – 24 | Tunezja                       | Demokratyczna Republika Konga | 33 – 24  | Algieria                 |
| 2014 | Algieria                 | Tunezja                  | 23 – 20 | Demokratyczna Republika Konga | Angola                        | 30 – 22  | Algieria                 |
| 2016 | Angola                   | Angola                   | 36-17   | Tunezja                       | Kamerun                       | walkower | Senegal                  |
| 2018 | Kongo                    | Angola                   | 19-14   | Senegal                       | Demokratyczna Republika Konga | 33-22    | Kamerun                  |
| 2020 | Kamerun                  | Angola                   | 25:15   | Kamerun                       | Tunezja                       | 22:17    | Kongo                    |
| 2022 | Senegal                  | Angola                   | 29-19   | Kamerun                       | Kongo                         | 20-19    | Senegal                  |

## Tabela medalowa
| Lp. | Państwo                       | Złoto | Srebro | Brąz | Razem |
| --- | ----------------------------- | ----- | ------ | ---- | ----- |
| 1.  | Angola                        | 15    | 1      | 2    | 18    |
| 2.  | Kongo                         | 4     | 4      | 6    | 14    |
| 3.  | Tunezja                       | 3     | 5      | 3    | 11    |
| 4.  | Wybrzeże Kości Słoniowej      | 2     | 5      | 4    | 11    |
| 5.  | Nigeria                       | 1     | 1      | 1    | 3     |
| 6.  | Kamerun                       | 0     | 5      | 3    | 8     |
| 7.  | Senegal                       | 0     | 2      | 0    | 2     |
| 8.  | Algieria                      | 0     | 1      | 3    | 4     |
| 9.  | Demokratyczna Republika Konga | 0     | 1      | 2    | 3     |
| 10. | Egipt                         | 0     | 0      | 1    | 1     |

## Uczestnicy
| Państwo                       | 1974 | 1976 | 1979 | 1981 | 1983 | 1985 | 1987 | 1989 | 1991 | 1992 | 1994 | 1996 | 1998 | 2000 | 2002 | 2004 | 2006 | 2008 | 2010 | 2012 | 2014 | 2016 | 2018 | 2020 | 2022 | Występy |
| ----------------------------- | ---- | ---- | ---- | ---- | ---- | ---- | ---- | ---- | ---- | ---- | ---- | ---- | ---- | ---- | ---- | ---- | ---- | ---- | ---- | ---- | ---- | ---- | ---- | ---- | ---- | ------- |
| Algieria                      | –    | 3    | 3    | 5    | –    | –    | –    | 4    | 4    | 5    | 3    | 2    | –    | 6    | 4    | –    | –    | 6    | 4    | 4    | 4    | 6    | 8    | –    | 10   | 17      |
| Angola                        | –    | –    | –    | –    | 6    | 5    | 5    | 1    | 2    | 1    | 1    | 3    | 1    | 1    | 1    | 1    | 1    | 1    | 1    | 1    | 3    | 1    | 1    | 1    | 1    | 21      |
| Benin                         | –    | –    | 8    | –    | –    | –    | –    | –    | –    | –    | –    | –    | –    | –    | –    | –    | –    | –    | –    | –    | –    | –    | –    | –    | –    | 1       |
| Demokratyczna Republika Konga | –    | –    | –    | –    | –    | –    | –    | –    | –    | 8    | –    | –    | –    | –    | 8    | 7    | 6    | 5    | 8    | 3    | 2    | 8    | 3    | 6    | 6    | 12      |
| Egipt                         | 3    | –    | –    | –    | –    | 6    | 6    | 5    | 7    | –    | –    | –    | –    | –    | –    | 6    | –    | –    | 6    | 9    | –    | –    | –    | –    | 8    | 9       |
| Gabon                         | –    | –    | 9    | –    | –    | –    | –    | –    | –    | –    | –    | –    | –    | 8    | 7    | –    | 7    | 8    | –    | –    | –    | –    | –    | –    | –    | 5       |
| Gwinea                        | –    | –    | –    | –    | –    | –    | –    | –    | –    | –    | –    | –    | –    | –    | –    | –    | –    | –    | –    | –    | 8    | 7    | 7    | 7    | 9    | 5       |
| Kamerun                       | –    | –    | 2    | –    | 3    | 3    | 2    | –    | –    | –    | –    | 5    | 4    | 4    | 5    | 2    | 5    | 7    | 7    | 5    | 7    | 3    | 4    | 2    | 2    | 18      |
| Kenia                         | –    | –    | –    | –    | –    | –    | –    | –    | –    | –    | –    | –    | –    | –    | –    | –    | –    | –    | –    | –    | –    | –    | –    | 10   | –    | 1       |
| Kongo                         | –    | 2    | 1    | 1    | 1    | 1    | 3    | 3    | 3    | 2    | 4    | 4    | 2    | 2    | 6    | 5    | 3    | 3    | 5    | 6    | 5    | 4    | 5    | 4    | 3    | 24      |
| Madagaskar                    | –    | –    | –    | –    | –    | –    | –    | –    | –    | –    | –    | –    | –    | –    | –    | –    | –    | –    | –    | –    | –    | –    | –    | 11   | 13   | 2       |
| Maroko                        | –    | –    | –    | –    | –    | –    | –    | –    | –    | –    | –    | –    | –    | –    | 9    | –    | –    | –    | –    | 10   | –    | –    | 10   | –    | 11   | 4       |
| Mozambik                      | –    | –    | –    | –    | –    | –    | –    | –    | –    | –    | –    | 6    | 5    | –    | –    | –    | –    | –    | –    | –    | –    | –    | –    | –    | –    | 2       |
| Nigeria                       | –    | –    | 6    | 3    | 2    | –    | –    | –    | 1    | 4    | 5    | –    | –    | –    | –    | –    | –    | –    | –    | –    | –    | –    | –    | 8    | –    | 7       |
| Południowa Afryka             | –    | –    | –    | –    | –    | –    | –    | –    | –    | –    | –    | –    | 6    | –    | –    | –    | –    | –    | –    | –    | –    | –    | –    | –    | –    | 1       |
| Republika Zielonego Przylądka | –    | –    | –    | –    | –    | –    | –    | –    | –    | –    | –    | –    | –    | –    | –    | –    | –    | –    | –    | –    | –    | –    | –    | 9    | 12   | 2       |
| Senegal                       | 2    | 4    | –    | –    | –    | –    | –    | –    | 5    | 6    | –    | –    | –    | 7    | –    | –    | –    | –    | –    | 8    | 6    | 0    | 2    | 5    | 4    | 11      |
| Tanzania                      | –    | –    | –    | –    | –    | –    | –    | –    | –    | –    | –    | –    | –    | –    | –    | 8    | –    | –    | –    | –    | –    | –    | –    | –    | –    | 1       |
| Togo                          | –    | –    | 7    | –    | –    | –    | –    | –    | –    | –    | –    | 7    | –    | –    | –    | –    | –    | –    | –    | –    | –    | –    | –    | –    | –    | 2       |
| Tunezja                       | 1    | 1    | –    | 2    | 5    | 4    | 4    | 6    | –    | 7    | 6    | –    | –    | 3    | 3    | 4    | 2    | 4    | 2    | 2    | 1    | 2    | 6    | 3    | 5    | 21      |
| Uganda                        | 4    | 5    | 5    | –    | –    | –    | –    | –    | –    | –    | –    | –    | –    | –    | –    | –    | –    | –    | –    | –    | –    | –    | –    | –    | –    | 3       |
| Wybrzeże Kości Słoniowej      | –    | 6    | 4    | 4    | 4    | 2    | 1    | 2    | 6    | 3    | 2    | 1    | 3    | 5    | 2    | 3    | 4    | 2    | 3    | 7    | –    | 5    | 9    | –    | 7    | 22      |
| Państwo                       | 1974 | 1976 | 1979 | 1981 | 1983 | 1985 | 1987 | 1989 | 1991 | 1992 | 1994 | 1996 | 1998 | 2000 | 2002 | 2004 | 2006 | 2008 | 2010 | 2012 | 2014 | 2016 | 2018 | 2020 | 2022 | Występy |